# 고효율 비디오 코딩
| 비디오 코딩 표준 | 평균 비트레이트 감소율 (H.264/MPEG-4 AVC HP 대비) | 평균 비트레이트 감소율 (H.264/MPEG-4 AVC HP 대비) | 평균 비트레이트 감소율 (H.264/MPEG-4 AVC HP 대비) | 평균 비트레이트 감소율 (H.264/MPEG-4 AVC HP 대비) | 평균 비트레이트 감소율 (H.264/MPEG-4 AVC HP 대비) |
| 비디오 코딩 표준 | 480p                                              | 720p                                              | 1080p                                             | 2160p                                             |                                                   |
| ---------------- | ------------------------------------------------- | ------------------------------------------------- | ------------------------------------------------- | ------------------------------------------------- | ------------------------------------------------- |
| HEVC             | 52%                                               | 56%                                               | 62%                                               | 64%                                               |                                                   |

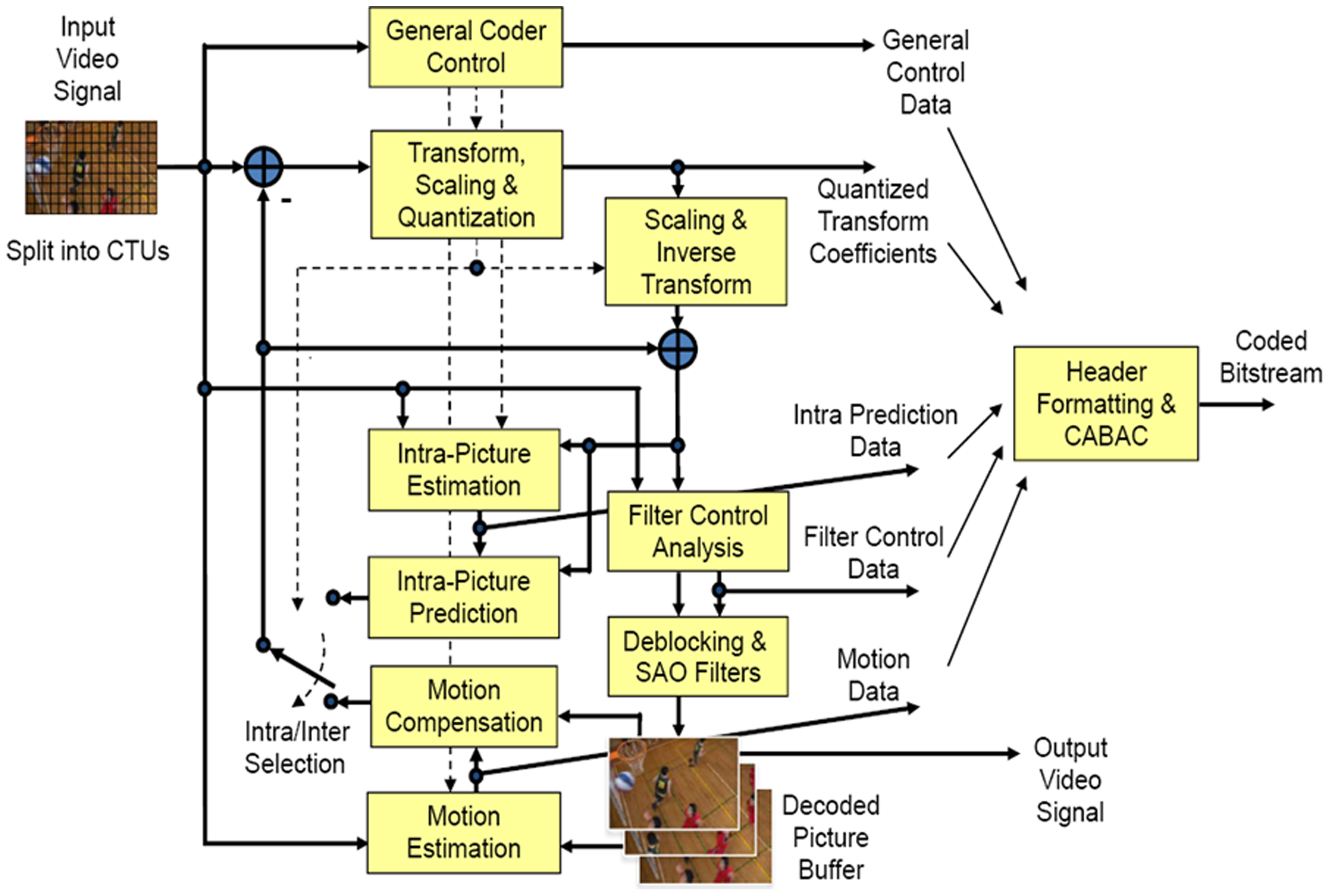
HEVC의 블록 다이어그램

고효율 비디오 코딩(HEVC/H265)(영어: High Efficiency Video Coding)는 H.264/MPEG-4 AVC의 성공에 힘입어 개발에 착수한 차세대 동영상 부호화 기술이다. 기존에 H.264/MPEG-4 AVC를 개발했던 ISO/IEC MPEG과 ITU-T의 영상 부호화 전문가 그룹(Video Coding Experts Group)이 Joint Collaborative Team on Video Coding (JCT-VC)으로서 2010년 1월 팀을 결성하여 표준화 작업을 진행하였다.
2013년 1월 25일, ITU는 스위스 제네바에서 HEVC를 차세대 최종 표준안으로 승인하였다.
ISO/IEC 표준 번호는 ISO/IEC 23008-2, ITU-T 표준 번호는 H.265이며, 2015년에 개정판이 발행되었다.
현재 이를 기반으로 한 다시점 부호화(Multi-view video coding)와 가변적 부호화(Scalable video coding), 3D 비디오 부호화 기술이 Annex로서 포함되어 있다.

## 역사
HEVC 포맷은 NHK와 미츠비시 일렉트릭이 공동 개발하였다. 추가 기여는 전 세계 수십 곳 이상의 단체가 맡았다. HEVC 포맷 개발의 특허 기여 대부분은 5개 단체에서 비롯되었다: 삼성전자(4,249개 특허), 제너럴 일렉트릭(1,127개 특허) M&K 홀딩스(907개 특허), NTT(878개 특허), JVC 켄우드(628개 특허). 그 밖의 특허 보유자들로는 후지쯔, 애플, 캐논, 컬럼비아 대학교, 카이스트, 광운대학교, MIT, 성균관대학교, 후나이, Hikvision, KBS, KT, NEC가 있다.

## 개요

### 명칭
HEVC는 ISO/IEC 표준번호 23008 part 2의 명칭으로, MPEG측에서 사용하는 명칭이고, ITU-T는 H.265로 2013년 4월 13일에 표준번호를 승인하였다. H.26L에서 출발하여 ITU-T측의 이름을 우선적으로 사용하던 H.264와 달리, 팀 결성시부터 HEVC라는 명칭을 사용하여 왔다.

### 성능
중심이 되는 프로파일인 Main Profile은 H264/AVC 방식의 인코딩을 했을 때와 대비해 Full HD 이상의 해상도의 경우 동일 조건 하에서 같은 화질에 절반 이하의 용량만 차지한다. 실제 사용에서는 인코더와 디코더의 세팅,영상 소스,모니터,케이블에 따라 변수가 있지만 약간 나은 화질에 60~80% 정도의 용량을 차지한다. 또한 H.264보다 압축 알고리즘이 복잡하여 인코딩과 디코딩시 같은 PC사양 기준으로 H.264 대비 1.2~2배정도 PC의 리소스를 추가적으로 요구한다..

## 특징

### 프로파일, 티어, 레벨
| 기능                                       | 버전 1 | 버전 1  | 버전 2  | 버전 2        | 버전 2        | 버전 2              | 버전 2              | 버전 2              | 버전 2               | 버전 2 |
| 기능                                       | 메인   | 메인 10 | 메인 12 | 메인 4:2:2 10 | 메인 4:2:2 12 | 메인 4:4:4          | 메인 4:4:4 10       | 메인 4:4:4 12       | 메인 4:4:4 16 인트라 |        |
| ------------------------------------------ | ------ | ------- | ------- | ------------- | ------------- | ------------------- | ------------------- | ------------------- | -------------------- | ------ |
| 비트 심도                                  | 8      | 8 ~ 10  | 8 ~ 12  | 8 ~ 10        | 8 ~ 12        | 8                   | 8 ~ 10              | 8 ~ 12              | 8 ~ 16               |        |
| 크로마 샘플링 포맷                         | 4:2:0  | 4:2:0   | 4:2:0   | 4:2:0/ 4:2:2  | 4:2:0/ 4:2:2  | 4:2:0/ 4:2:2/ 4:4:4 | 4:2:0/ 4:2:2/ 4:4:4 | 4:2:0/ 4:2:2/ 4:4:4 | 4:2:0/ 4:2:2/ 4:4:4  |        |
| 4:0:0 (모노크롬)                           | 아니요 | 아니요  | 예      | 예            | 예            | 예                  | 예                  | 예                  | 예                   |        |
| High precision weighted prediction         | 아니요 | 아니요  | 예      | 예            | 예            | 예                  | 예                  | 예                  | 예                   |        |
| Chroma QP offset list                      | 아니요 | 아니요  | 예      | 예            | 예            | 예                  | 예                  | 예                  | 예                   |        |
| Cross-component prediction                 | 아니요 | 아니요  | 아니요  | 아니요        | 아니요        | 예                  | 예                  | 예                  | 예                   |        |
| Intra smoothing disabling                  | 아니요 | 아니요  | 아니요  | 아니요        | 아니요        | 예                  | 예                  | 예                  | 예                   |        |
| Persistent Rice adaptation                 | 아니요 | 아니요  | 아니요  | 아니요        | 아니요        | 예                  | 예                  | 예                  | 예                   |        |
| RDPCM implicit/explicit                    | 아니요 | 아니요  | 아니요  | 아니요        | 아니요        | 예                  | 예                  | 예                  | 예                   |        |
| Transform skip block sizes larger than 4×4 | 아니요 | 아니요  | 아니요  | 아니요        | 아니요        | 예                  | 예                  | 예                  | 예                   |        |
| Transform skip context/rotation            | 아니요 | 아니요  | 아니요  | 아니요        | 아니요        | 예                  | 예                  | 예                  | 예                   |        |
| Extended precision processing              | 아니요 | 아니요  | 아니요  | 아니요        | 아니요        | 아니요              | 아니요              | 아니요              | 예                   |        |

HEVC에서는 H.264/AVC에서와 같이 프로파일과 레벨 구조를 사용하고 있으며 추가적으로 티어라는 명세를 더 가지고 있다. 프로파일은 사용되는 기술에 대한 제약 사항을 나타내며, 레벨과 티어는 복호화 시에 필요한 사양을 정의하고 있다.
- 프로파일은 H.264/AVC에서와 같이 사용 영역에 맞게 특정 기술들만을 사용할 수 있도록 설정 해 둔 명세이다. 현재는 Main 프로파일과 그에 맞추어 정의된 10비트용 Main 프로파일(Main 10), 정지 영상 부호화용 프로파일(Main Still Picture)있다.

- 티어는 새롭게 정의된 명세 사항으로, Main Tier 및 High Tier가 있다. High Tier는 고화질 영상을 부호화 할 수 있도록 조금 더 넉넉한 사양을 규정하고 있다.

- 레벨은 기존 H.264/AVC에서와 유사한 형태로 구성되어 있으며, 고화질 영상을 부호화 하는데 유리하도록 조금 더 여유있게 설정되었다. 1 ~ 6.2레벨까지 정의되어 있다. 1레벨은 QCIF(176x144)를 초당 15프레임 정도로 복호화 할 수 있는 사양을 이야기 하며, 레벨이 오를수록 사양이 높아져 가장 높은 레벨인 6.2에서는 8K영상을 초당 120프레임 재생 할 수 있도록 정의되어 있다.

### 주요 기술
HEVC에서는 여러 방향에서 부호화 효율을 향상시키기 위한 기술을 적용했다. 기존 압축 표준인 H.264와 비교하여 특징적인 기술들은 다음과 같다.

#### 블록 구조
고해상도 영상을 잘 부호화 할 수 있도록 64x64크기의 블록을 기반으로 트리구조로 쪼개 내려가도록 하였으며, 예측 모드를 저장하는 단위와 차영상을 부호화하는 단위를 분리하였다. 트리 구조에 따라 예측 모드는 최소 4x4에서 최대 64x64단위까지 부호화 할 수 있다.

#### 예측 모드
화면 내 예측의 경우 35개의 모드 중 선택 할 수 있도록 하여 기존에 비하여 크게 늘렸다. 화면간 예측에서는 예상 움직임 벡터를 최대 5개 중에 선택할 수 있도록 하였다. 또한, 소수점 단위 움직임 예측에 필요한 보간필터도 1/4 픽셀 단위까지 정의되었다(기존 H.264에서는 1/4 픽셀 단위에서는 선형보간을 사용했다.).

#### 차영상 부호화
32x32부터 4x4까지 다양한 사이즈의 부호화를 지원한다. 화면내 부호화의 경우, 모드에 따라 4x4 단위에서는 DCT대신에 DST를 사용하도록 하였다.

#### 인루프 필터
블록 경계에서 발생하는 계단 현상을 줄여주는 디블로킹 필터 뿐 아니라 오차 패턴을 보상 해 줄 수 있도록 Sample Adaptive Offset기술을 도입하였다.

#### 병렬화 지원
하나의 화면을 가상의 슬라이스로 분할하여 병렬로 부호화/복호화가 가능하도록 하는 기술이 추가되었다.

## 티어 및 레벨
| 레벨 | 최대 루마 샘플레이트 (샘플/초) | 최대 루마 사진 크기 (샘플) | 메인 및 메인 10 프로파일의 최대 비트레이트 (kbit/초)[A] | 메인 및 메인 10 프로파일의 최대 비트레이트 (kbit/초)[A] | 예시 사진 해상도 @ 최고 프레임레이트[B] (MaxDpbSize[C]) 예시 더 보기/덜 보기 |
| 레벨 | 최대 루마 샘플레이트 (샘플/초) | 최대 루마 사진 크기 (샘플) | 메인 티어                                               | 하이 티어                                               | 예시 사진 해상도 @ 최고 프레임레이트[B] (MaxDpbSize[C]) 예시 더 보기/덜 보기 |
| ---- | ------------------------------ | -------------------------- | ------------------------------------------------------- | ------------------------------------------------------- | ---------------------------------------------------------------------------- |
| 1    | 552,960                        | 36,864                     | 128                                                     | –                                                       | 128×96@33.7 (6) 176×144@15 (6)                                               |
| 2    | 3,686,400                      | 122,880                    | 1,500                                                   | –                                                       | 176×144@100 (16) 352×288@30 (6)                                              |
| 2.1  | 7,372,800                      | 245,760                    | 3,000                                                   | –                                                       | 352×288@60 (12) 640×360@30 (6)                                               |
| 3    | 16,588,800                     | 552,960                    | 6,000                                                   | –                                                       | 640×360@67.5 (12) 720×576@37.5 (8) 960×540@30 (6)                            |
| 3.1  | 33,177,600                     | 983,040                    | 10,000                                                  | –                                                       | 720×576@75 (12) 960×540@60 (8) 1280×720@33.7 (6)                             |
| 4    | 66,846,720                     | 2,228,224                  | 12,000                                                  | 30,000                                                  | 1,280×720@68 (12) 1,920×1,080@32 (6) 2,048×1,080@30.0 (6)                    |
| 4.1  | 133,693,440                    | 2,228,224                  | 20,000                                                  | 50,000                                                  | 1,280×720@136 (12) 1,920×1,080@64 (6) 2,048×1,080@60 (6)                     |
| 5    | 267,386,880                    | 8,912,896                  | 25,000                                                  | 100,000                                                 | 1,920×1,080@128 (16) 3,840×2,160@32 (6) 4,096×2,160@30 (6)                   |
| 5.1  | 534,773,760                    | 8,912,896                  | 40,000                                                  | 160,000                                                 | 1,920×1,080@256 (16) 3,840×2,160@64 (6) 4,096×2,160@60 (6)                   |
| 5.2  | 1,069,547,520                  | 8,912,896                  | 60,000                                                  | 240,000                                                 | 1,920×1,080@300 (16) 3,840×2,160@128 (6) 4,096×2,160@120 (6)                 |
| 6    | 1,069,547,520                  | 35,651,584                 | 60,000                                                  | 240,000                                                 | 3,840×2,160@128 (16) 7,680×4,320@32 (6) 8,192×4,320@30 (6)                   |
| 6.1  | 2,139,095,040                  | 35,651,584                 | 120,000                                                 | 480,000                                                 | 3,840×2,160@256 (16) 7,680×4,320@64 (6) 8,192×4,320@60 (6)                   |
| 6.2  | 4,278,190,080                  | 35,651,584                 | 240,000                                                 | 800,000                                                 | 3,840×2,160@300 (16) 7,680×4,320@128 (6) 8,192×4,320@120 (6)                 |

A  The maximum bit rate of the profile is based on the combination of bit depth, chroma sampling, and the type of profile. For bit depth the maximum bit rate increases by 1.5× for 12-bit profiles and 2× for 16-bit profiles. For chroma sampling the maximum bit rate increases by 1.5× for 4:2:2 profiles and 2× for 4:4:4 profiles. For the Intra profiles the maximum bit rate increases by 2×.
B  The maximum frame rate supported by HEVC is 300 fps.
C  The MaxDpbSize is the maximum number of pictures in the decoded picture buffer.

## 같이 보기
- 코덱
- H.264